# Massacre de Bloody Gulch
Le massacre de Bloody Gulch est un crime de guerre commis lors de la guerre de Corée qui s'est déroulé le 12 août 1950 à Bloody Gulch, à l'ouest de Masan, en Corée du Sud. Soixante-cinq prisonniers de guerre américains sont exécutés par des membres de l'armée nord-coréenne pendant la bataille du périmètre de Busan.